# Heresiarches spilocephalus
Heresiarches spilocephalus är en stekelart som först beskrevs av Cameron 1906.  Heresiarches spilocephalus ingår i släktet Heresiarches och familjen brokparasitsteklar. Inga underarter finns listade i Catalogue of Life.